# HMS Agincourt (1913)
HMS Agincourt là một thiết giáp hạm dreadnought được chế tạo vào đầu những năm 1910. Nguyên được Brasil đặt hàng dưới tên gọi Rio de Janeiro, nhưng sự sụt giá cao su trên thị trường cộng với việc giảm bớt căng thẳng với Argentina đã đưa đến việc bán lại nó cho Đế quốc Ottoman đang khi còn đang được chế tạo. Hải quân Ottoman đã đổi tên con tàu thành Sultan Osman I, nhưng khi việc chế tạo hoàn tất đúng vào lúc Chiến tranh Thế giới thứ nhất nổ ra, nó lại bị Hải quân Hoàng gia Anh Quốc trưng dụng, một động thái được cho là đã góp phần thúc đẩy Đế quốc Ottoman tham chiến cùng phía với Đế quốc Đức trong Liên minh Trung tâm.
Hải quân Hoàng gia đã đổi tên nó thành Agincourt, và nó gia nhập Hạm đội Grand tại Bắc Hải. Nó trải qua hầu hết thời gian chiến tranh trong nhiệm vụ tuần tra và tập trận, mặc dù đã tham dự trận Jutland vào năm 1916. Agincourt được đưa về lực lượng dự bị vào năm 1919, rồi bị bán để tháo dỡ vào năm 1922 do những giới hạn mà Hiệp ước Hải quân Washington đặt ra.

## Thiết kế

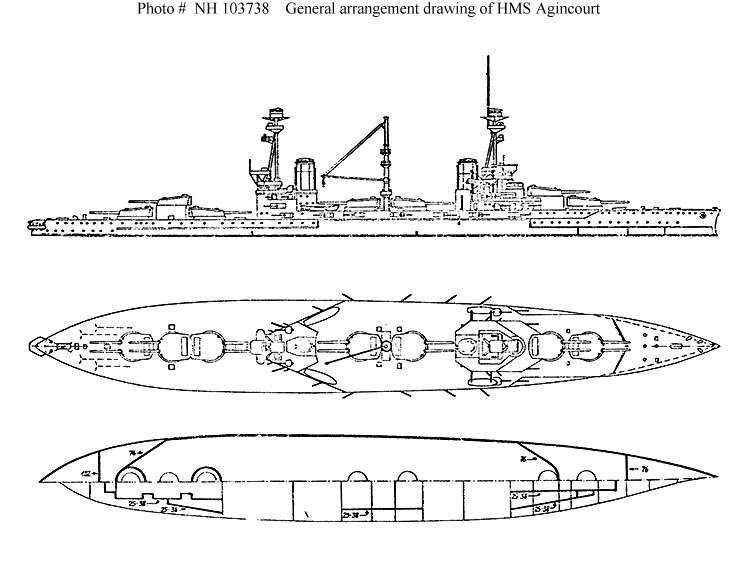
Sơ đồ mạn phải và sàn tàu của chiếc Agincourt

### Bối cảnh
Agincourt được đặt hàng vào năm 1911, dưới tên gọi Rio de Janeiro, như một phần của cuộc chạy đua dreadnought Nam Mỹ giữa Brasil, Argentina và Chile trong thập niên đầu tiên của Thế kỷ 20. Brazil muốn sở hữu một con tàu vượt hơn mọi chiếc tàu chiến đang được chế tạo. Thiết kế trưởng của hãng Armstrong Whitworth, Eustace Tennyson d'Eyncourt, đã phải đích thân đi đến Brazil để thảo luận về thiết kế và ký kết hợp đồng. Ông mang theo một loạt nhiều lựa chọn khác nhau cho chính phủ để xem xét, và họ đã chọn một kiểu trang bị pháo 12 inch (305 mm), một phần là để tương thích với các thiết giáp hạm khác đang hoạt động.

### Các đặc tính chung
Agincourt có chiều dài chung 671 ft 6 in (204,7 m), mạn thuyền rộng 89 ft (27 m) và tầm nước 29 foot 10 inch (9,1 m) khi đầy tải. Nó có trọng lượng choán nước tiêu chuẩn 27.850 tấn Anh (28.297 t), và lên đến 30.860 tấn Anh (31.355 t) khi đầy tải cùng một chiều cao khuynh tâm 4,9 ft (1,5 m) khi đầy tải. Nó có đường kích quay vòng lớn, nhưng cơ động tốt bất chấp chiều dài lớn. Agincourt được xem là một bệ pháo tốt.
Nó được xem là một trong những con tàu thoải mái nhất của Hải quân Hoàng gia và rất được ưa thích nếu được bổ nhiệm phục vụ. Cần phải am hiểu tiếng Bồ Đào Nha để làm việc với một số thiết bị, kể cả trong nhà vệ sinh, do những bảng hướng dẫn nguyên thủy chưa kịp thay thế sau khi bị Anh trưng dụng.

### Hệ thống động lực
Agincourt có bốn bộ turbine hơi nước Parsons dẫn động trực tiếp, mỗi chiếc nối với một trục chân vịt. Các turbine áp lực cao trước và sau dẫn động các trục phía ngoài trong khi các turbine áp lực thấp trước và sau dẫn động các trục phía trong. Chân vịt ba cánh có đường kính 9 foot 6 inch (2,9 m). Hệ thống động lực này được thiết kế để có công suất tổng cộng 34.000 mã lực càng (25.000 kW), nhưng khi chạy thử máy đã đạt hơn 40.000 shp (30.000 kW), vượt hơn đôi chút so với tốc độ thiết kế 22 kn (41 km/h).
Hơi nước được cung cấp từ 22 nồi hơi ống nước Babcock and Wilcox với áp suất hoạt động 235 psi (1.620 kPa). Thông thường Agincourt mang theo 1.500 tấn Anh (1.500 t) than, nhưng có thể mang tối đa đến 3.200 tấn Anh (3.300 t) than cùng 620 tấn Anh (630 t) dầu đốt để phun lên than hầu làm gia tăng tốc độ cháy. Ở trữ lượng nhiên liệu tối đa, nó có thể đi được 7.000 hải lý (13.000 km; 8.100 mi) ở tốc độ đường trường 10 hải lý trên giờ (19 km/h; 12 mph). Điện năng được cung cấp bởi bốn máy phát điện chạy bằng động cơ hơi nước.

### Vũ khí
Agincourt trang bị mười bốn khẩu pháo BL 12 in (300 mm) Mk XIII/ 45 caliber đặt trên bảy tháp pháo nòng đôi vận hành bằng thủy lực, được gọi một cách không chính thức theo các ngày trong tuần từ Chủ nhật đến Thứ bảy theo thứ tự từ trước ra sau. Đây là số tháp pháo và số khẩu pháo hạng nặng lớn nhất từng được trang bị cho một thiết giáp hạm. Các khẩu pháo có thể hạ cho đến góc −3° và nâng lên đến 13,5°. Chúng bắn ra đạn pháo nặng 850 pound (386 kg) với lưu tốc đầu đạn 2.725 ft/s (831 m/s); ở góc nâng tối đa 13,5° chúng cho phép có tầm xa tối đa trên 20.000 yd (18 km) với kiểu đạn pháo xuyên thép AP 4chr. Trong chiến tranh các tháp pháo được cải biến để tăng góc nâng tối đa lên 16°, nhưng cũng chỉ giúp đưa tầm bắn tối đa lên 20.435 thước Anh (18.686 m). Tốc độ bắn của các khẩu pháo là 1,5 phát mỗi phút. Khi bắn toàn bộ dàn pháo chính qua mạn, các trinh sát viên cho rằng: "Hậu quả của toàn bộ ánh lửa đầu nòng lớn đến mực gây ấn tượng là chiếc tàu chiến như bị nổ tung, thật là một cảnh tượng ghê sợ." Việc bắn toàn bộ dàn pháo chính qua mạn không gây hư hại cho cấu trúc con tàu như người ta thường nghĩ, nhưng làm cho hầu hết bát đĩa và ly tách trên tàu bị vỡ.
Vào lúc chế tạo, Agincourt được trang bị mười tám khẩu pháo BL 6 in (150 mm) Mark XIII/50 caliber hạng hai, gồm mười bốn khẩu đặt trong các tháp pháo ụ bọc thép trên sàn trên, và hai khẩu trên mỗi cấu trúc thượng tầng trước và sau bảo vệ bằng các tấm chắn. Có thêm hai khẩu bố trí trên các trục xoay đặt ngang cầu tàu được bổ sung vào lúc con tàu được Anh Quốc mua lại. Các khẩu pháo có thể hạ cho đến góc −7° và nâng lên đến 13°, nhưng sau này được nâng lên đến 15°. Chúng có tầm xa tối đa 13.475 yd (12,322 km) ở góc nâng 15° khi bắn đạn pháo nặng 100 pound (45 kg)với lưu tốc đầu đạn 2.770 ft/s (840 m/s). Tốc độ bắn của chúng là từ năm đến bảy phát mỗi phút, nhưng bị giảm xuống còn ba phát mỗi phút sau khi bắn hết số đạn dự trữ tại chỗ vì thang nâng tiếp đạn chậm và không đủ cho các khẩu pháo được cấp đủ đạn. Các khẩu pháo này mang theo khoảng 150 viên đạn pháo mỗi khẩu.
Việc phòng thủ tầm gần chống lại tàu phóng lôi được giao cho mười khẩu pháo QF 3 inch (76 mm)/45 caliber. Chúng được bố trí trên các trục xoay trên cấu trúc thượng tầng và chỉ được bảo vệ bởi các tấm chắn. Agincourt còn mang theo ba ống phóng ngư lôi ngầm 21 inch (533 mm), gồm một ống mỗi bên mạn và ống thứ ba phía đuôi. Nước xâm nhập vào ống phóng sau mỗi lần bắn được xả vào phòng ngư lôi để giúp vào việc nạp đạn rồi được bơm trở ra; điều đó có nghĩa là các pháo thủ phải làm việc ở mực nước ngập 3 foot (0,9 m) nếu được yêu cầu bắn nhanh. Con tàu mang theo tổng cộng mười quả ngư lôi.

### Kiểm soát hỏa lực
Mỗi tháp pháo được trang bị một máy đo tầm xa bọc thép đặt trên nóc tháp pháo, ngoài ra còn có một bộ bổ sung bên trên tháp quan sát trước. Vào lúc diễn ra trận Jutland năm 1916, Agincourt có lẽ là chiếc dreadnought duy nhất của Anh không được trang bị bảng điều khiển hỏa lực Dreyer. Một bộ điều khiển hỏa lực sau đó được trang bị bên dưới tháp quan sát, và một tháp pháo được cải biến để điều khiển toàn bộ dàn pháo chính vào giai đoạn cuối chiến tranh. Một bộ dẫn hướng khác dành cho pháo 6 inch (152 mm) được trang bị mỗi bên mạn vào những năm 1916-1917.

### Vỏ giáp
Phần quá lớn trọng lượng của Agincourt được dành cho vũ khí nên chỉ có ít còn lại dành cho vỏ giáp. Đai giáp ở mực nước chỉ dày 9 in (230 mm), so với 12 in (300 mm) hay hơn nữa trên những chiếc dreadnought Anh Quốc khác. Nó có chiều dài 365 ft (111 m), bắt đầu từ mép trước tháp pháo ‘Thứ Hai’ cho đến giữa tháp pháo ‘Thứ Sáu’. Phía trước khoảng này, đai giáp vuốt mỏng còn 6 in (150 mm) trong khoảng 50 ft (15 m) trước khi tiếp tục vuốt mỏng còn 4 in (100 mm) suốt cho đến mũi. Ở phía đuôi, đai giáp vuốt mỏng còn 6 inch trong khoảng 30 ft (9,1 m) rồi còn 4 inch nhưng không kéo dài đến tận đuôi, mà kết thúc ở vách ngăn phía sau. Đai giáp trên trải từ sàn trên đến sàn chính và dày 6 in (150 mm); nó kéo dài từ tháp pháo ‘Thứ Hai’ đến tháp pháo ‘Thứ Năm’. Các vách ngăn bọc thép ở mỗi đầu con tàu nghiêng vào bên trong từ mép các đai giáp giữa tàu đến cạnh các bệ tháp pháp pháo và dày 3 in (76 mm). Bốn lớp sàn tàu của Agincourt được bọc thép với độ dày thay đổi trong khoảng 2,5–1 inch (64–25 mm).
Lớp vỏ giáp dành cho bệ tháp pháo là một điểm yếu nghiêm trọng trong sơ đồ bảo vệ của Agincourt. Chúng dày 9 in (230 mm) bên trên sàn tàu trên, nhưng giảm còn 3 in (76 mm) giữa sàn trên và sàn chính, và hoàn toàn không bọc giáp bên dưới sàn chính ngoại trừ tháp pháo ‘Chủ Nhật’ (3 inch), ‘Thứ Năm’ và ‘Thứ Bảy" (2 inch). Vỏ giáp của tháp pháo dày 12 in (300 mm) ở mặt trước, 8 in (200 mm) ở các mặt hông và 10 in (250 mm) ở mặt sau; nóc của chúng dày 3 inch ở phía trước và 2 in (51 mm) ở phía sau. Các tháp pháo ụ của dàn pháo hạng hai được bảo vệ bằng vỏ giáp dày 6 in (150 mm) và vách ngăn bằng các tấm chắn chống đạn lia cũng dày 6 inch.
Tháp chỉ huy chính được bảo vệ bởi lớp giáp dày 12 in (300 mm) ở các mặt hông và 4 in (100 mm) trên nóc. Tháp chỉ huy phía sau (đôi khi còn gọi là tháp chỉ huy ngư lôi) có các mặt hông dày 9 in (230 mm) và nóc dày 3 in (76 mm). Các ống liên lạc xuống mỗi vị trí dày 6 in (150 mm) bên trên sàn trên và 2 in (51 mm) phía dưới. Mỗi hầm đạn được bảo vệ bởi hai tấm thép mỗi bên như như vách ngăn chống ngư lôi, tấm thứ nhất dày 1 in (25 mm) và tấm thứ hai dày 1,5 in (38 mm).
Agincourt còn một điểm yếu nghiêm trọng khác khi lườn tàu của nó không được phân ngăn theo tiêu chuẩn của Hải quân Hoàng gia. Phía Brazil đã muốn loại bỏ mọi vách ngăn kín nước vốn giới hạn kích thước các khoang tàu và ảnh hưởng đến sự thoải mái của thủy thủ đoàn. Một ví dụ là phòng ăn của sĩ quan có kích thước lên đến 85 nhân 60 foot (25,9 m × 18,3 m), lớn hơn nhiều so với bất kỳ tàu chiến nào khác của Hạm đội Grand.

### Các cải biến trong chiến tranh
Khoảng 70 tấn Anh (71 t) thép với độ co dãn cao được bổ sung cho sàn tàu chính sau trận Jutland để tăng cường việc bảo vệ hầm đạn. Hai khẩu pháo 3 inch (76 mm) phòng không được trang bị trên sàn sau vào những năm 1917-1918; đồng thời một máy đo tầm xa cũng được gắn trên bệ đèn pha tìm kiếm của cột ăn-ten trước vào cùng thời gian đó. Cuối cùng, một máy đo tầm xa góc cao được bổ sung trên tháp quan sát vào năm 1918.

## Chế tạo
Rio de Janeiro, tên được đặt bởi nước đặt hàng, được đặt lườn vào ngày 14 tháng 9 năm 1911 tại xưởng tàu Armstrongs ở Newcastle upon Tyne, và được hạ thủy vào ngày 22 tháng 1 năm 1913. Tuy nhiên, việc kinh doanh xuất khẩu cao su mà Brasil lệ thuộc bị giảm sút trên thị trường, và con tàu bị rao bán vào tháng 10 năm 1913. Brazil đã bán Rio de Janeiro cho Hải quân Ottoman với giá 2.750.000 Bảng Anh vào ngày 28 tháng 12 năm 1913. Được đổi tên thành Sultan Osman I, con tàu trải qua các đợt chạy thử máy vào tháng 7 năm 1914 và hoàn tất vào tháng 8 năm đó, đúng vào lúc Chiến tranh Thế giới thứ nhất nổ ra.

### Trưng dụng
Chiến tranh nổ ra vào lúc nó đang được cho chạy thử máy trước khi bàn giao. Mặc dù một thủy thủ đoàn người Thổ đã có mặt để nhận con tàu, Chính phủ Anh vẫn quyết định trưng dụng con tàu nhằm phục vụ trong Hải quân Hoàng gia. Cùng lúc đó Anh cũng trưng dụng một thiết giáp hạm thứ hai của Ottoman, chiếc Reshadiye, vốn dựa trên thiết kế của lớp thiết giáp hạm King George V, và được đổi tên thành Erin. Hành động như vậy là hoàn toàn hợp pháp vì đã được quy định trong hợp đồng đóng tàu, do Bộ trưởng Hải quân Anh vào lúc đó Winston Churchill không muốn thấy nguy cơ các con tàu này chống lại chính Đế quốc Anh.
Tuy nhiên, việc trưng dụng đã gây ra những ác cảm đáng kể tại Đế quốc Ottoman, nơi mà sự quyên góp của công chúng tài trợ một phần cho chi phí đóng tàu. Khi chính phủ Ottoman mắc phải các khó khăn tài chính cho kinh phí đóng các thiết giáp hạm, việc quyên góp từ công chúng đã được thực hiện. Tại các quán rượu, cà phê, trường học và chợ búa nhiều người đã đóng góp các khoản tiền cho Hải quân Ottoman; và để khuyến khích cho chiến dịch gây quỹ, những ai có khoản tiền quyên góp lớn được trao tặng một huy chương có tên "Huy chương Quyên góp Hải quân". Đây được xem là một yếu tố quan trọng khiến quan điểm công luận Ottoman ngã theo xu hướng bài Anh, đặc biệt là khi Hải quân Ottoman có xu hướng thân Anh trong khi Lục quân lại thân Đức. Điều này đã thúc đẩy Đế quốc Ottoman tham chiến cùng với Đế quốc Đức và Đế quốc Áo-Hung trong Liên minh Trung tâm chống lại phe Liên minh Entente gồm Anh, Pháp và Nga vào ngày 29 tháng 10 năm 1914.

### Cải biến để phục vụ cho Hải quân Hoàng gia Anh
Hải quân Hoàng gia Anh tiến hành những cải biến trước khi đưa nó ra hoạt động, đặc biệt là việc tháo dỡ các bệ cất cánh trên hai tháp pháo trung tâm. Con tàu ban đầu cũng được trang bị bồn vệ sinh kiểu Thổ cần được thay thế. Tên của nó, "Agincourt", là do ý thích của Churchill, thoạt tiên dự định đặt cho chiếc thứ sáu thuộc lớp thiết giáp hạm Queen Elizabeth được đặt hàng trong Ngân sách Hải quân tài khóa 1914-1915, nhưng chưa được bắt đầu khi chiến tranh nổ ra. Tên lóng của nó, The Gin Palace, xuất phát từ những trang bị xa xỉ cũng như rút gọn từ tên nó (A Gin Court), Pink Gin là một thức uống phổ biến trong giới sĩ quan Hải quân Hoàng gia vào thời đó.
Bộ Hải quân Anh đã không thể chuẩn bị nhân sự cho một con tàu lớn như cỡ Agincourt trong một thời gian ngắn. Thủy thủ đoàn của nó "được tuyển từ những thành phần cao nhất và thấp nhất trong Hải quân: các thuyền buồm hoàng gia và các trại cải huấn". Hạm trưởng và sĩ quan cao cấp (hạm phó) đến từ thuyền buồm hoàng gia Victoria and Albert III; phần lớn thủy thủ đoàn được chuyển đến Agincourt vào ngày 3 tháng 8 năm 1914. Do hầu hết quân nhân dự bị hải quân đã được gọi tái ngũ vào lúc này và đã được gửi đến các con tàu khác, nên cũng có một số người phạm tội nhẹ có thời gian giam giữ còn lại được ân xá từ nhiều nhà tù hải quân và trại cải huấn khác nhau.

## Lịch sử hoạt động
Agincourt được cho chạy thử máy cho đến ngày 7 tháng 9 năm 1914 khi nó gia nhập Hải đội Chiến trận 4 thuộc Hạm đội Grand. Nơi neo đậu của hạm đội tại Scapa Flow không thực sự đảm bảo về an ninh chống lại sự tấn công bằng tàu ngầm nên phần lớn hạm đội được giữ ngoài biển, nơi Agincourt trải qua 40 trong số 80 ngày đầu tiên cùng Hạm đội Grand, bắt đầu một khoảng thời gian "một năm rưỡi không hoạt động, chỉ thỉnh thoảng thực hiện những chuyến "càn quét" Bắc Hải để thu hút đối phương ra khỏi căn cứ."
Agincourt được điều về Hải đội Chiến trận 1 trước trận Jutland vào ngày 31 tháng 5 năm 1916. Nó là chiếc cuối cùng trong đội hình của Đội 6 thuộc Hải đội Chiến trận 1, cùng với các chiếc Hercules, Revenge và soái hạm Marlborough, một đội hình ô hợp nhất vì mỗi chiếc đều thuộc một lớp khác nhau. Đội 6 là đơn vị tận cùng bên mạn phải của Hạm đội Grand khi chúng hướng về phía Nam để gặp gỡ Hải đội Tàu chiến-Tuần dương dưới quyền Đô đốc David Beatty, lúc đó đang giao chiến với các đối thủ thuộc Hạm đội Biển khơi Đức tại Bắc Hải. Đô đốc John Jellicoe, Tư lệnh Hạm đội Grand, duy trì đội hình di chuyển đường trường cho đến 18 giờ 15 phút, khi ông ra lệnh dàn từ đội hình cột sang đội hình hàng dọc duy nhất dựa trên đội tàu bên mạn trái, mỗi chiếc tuần tự bẻ lái 90°. Sự cơ động này khiến Đội 6 trở thành đơn vị gần nhất của Hạm đội Grand đối với các thiết giáp hạm của Hạm đội Biển khơi Đức, và đã thu hút hỏa lực dày đặc từ đối thủ khi chúng lần lượt bẻ lái sang mạn trái. Việc tập trung hỏa lực ác liệt này sau đó được phía Anh gọi là "Windy Corner" khi các con tàu ngập trong mưa đạn pháo Đức cho dù không có phát nào trúng đích.
Lúc 18 giờ 24 phút, Agincourt khai hỏa vào một tàu chiến-tuần dương Đức với dàn pháo chính của nó. Dàn pháo hạng hai 6 inch của nó tiếp nối không lâu sau đó, khi các tàu khu trục Đức mở một cuộc tấn công bằng ngư lôi yểm trợ cho Hạm đội Biển khơi Đức rút lui về phía Nam. Agincourt lẩn tránh thành công hai quả ngư lôi. Tầm nhìn được cải thiện lúc 19 giờ 15 phút và nó đối đầu với một thiết giáp hạm lớp Kaiser không thành công trước khi đối thủ lẫn khuất vào làn khói và sương mù. Đến khoảng 20 giờ 00, Marlborough bị buộc phải giảm tốc độ do áp lực lên các vách ngăn của nó sau hư hại bởi ngư lôi, nên những chiếc tháp tùng cùng giảm tốc độ theo nó. Trong hoàn cảnh tầm nhìn bị hạn chế, Đội 6 mất liên lạc với thành phần chủ lực của Hạm đội Grand trong đêm, và đã băng qua sát chiếc tàu chiến-tuần dương Đức Seydlitz mà không nổ súng. Đến sáng nó chỉ còn trông thấy những mảnh vụn của cuộc chiến đấu ngày hôm trước, và đội thiết giáp hạm quay trở về Scapa Flow vào ngày 2 tháng 6. Agincourt đã bắn tổng cộng 144 quả đạn pháo 12 inch và 111 quả đạn pháo 6 inch trong suốt trận chiến, nhưng không rõ có bắn trúng phát nào hay không.

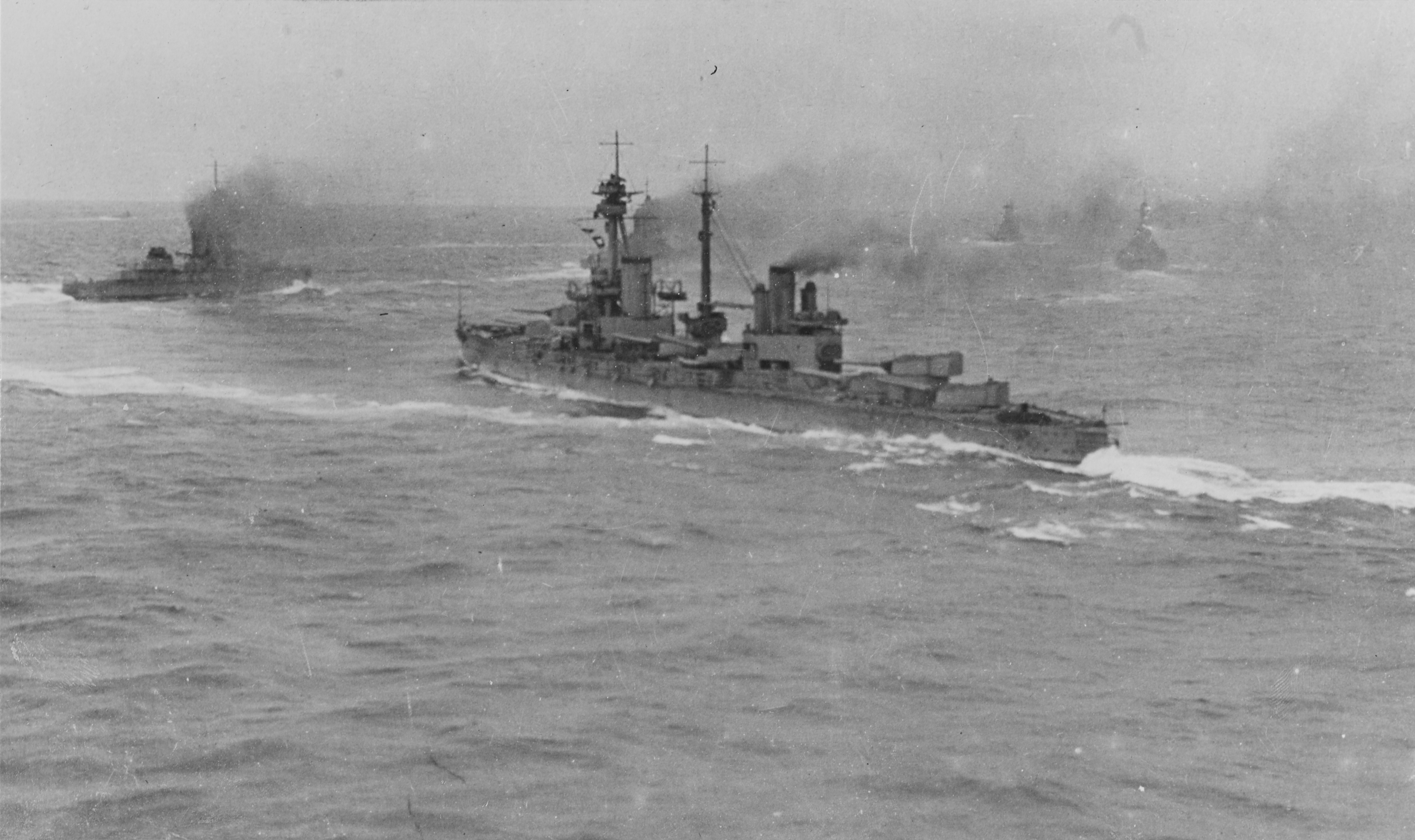
Hai tàu chiến trưng dụng của Ottoman: Agincourt (tiền cảnh) và Erin vào năm 1918

Cho dù Hạm đội Grand thực hiện nhiều cuộc xuất quân khác trong những năm tiếp theo, không rõ là có sự tham gia của Agincourt hay không. Vào ngày 23 tháng 3 năm 1918, nó cùng với Hercules đặt căn cứ tại Scapa Flow để bảo vệ cho các đoàn tàu vận tải Scandinavia đi lại giữa Anh và Na Uy, khi Hạm đội Biển khơi xuất quân với ý định tiêu diệt đoàn tàu vận tải. Tuy nhiên, bản báo cáo của tình báo Đức bị chệch ngày, khi cả hai đoàn tàu vận tải đi và về đều nằm trong cảng khi lực lượng Đức tiến đến tuyến đường giao thông thường lệ. Cuối cùng Đô đốc Reinhard Scheer phải ra lệnh rút lui trở về Đức sau khi không phát hiện thấy bất kỳ tàu bè Anh nào.
Agincourt sau đó được chuyển sang Hải đội Chiến trận 2, và nó đã có mặt khi Hạm đội Biển khơi Đức đầu hàng vào ngày 21 tháng 11 năm 1918. Nó được đưa về lực lượng dự bị tại Rosyth vào tháng 3 năm 1919. Sau khi những dự định bán lại nó cho Chính phủ Brazil bị thất bại, nó được đưa trở lại hoạt động một thời gian ngắn cho những mục đích thử nghiệm vào năm 1921. Agincourt bị bán để tháo dỡ vào ngày 19 tháng 12 năm 1922 để tuân thủ theo những giới hạn tải trọng tàu chiến do Hiệp ước Hải quân Washington quy định, cho dù nó chỉ bị thực sự tháo dỡ vào cuối năm 1924.